# 1623 год в науке
В 1623 году произошли различные научные и технологические события, некоторые из которых представлены ниже.

## События

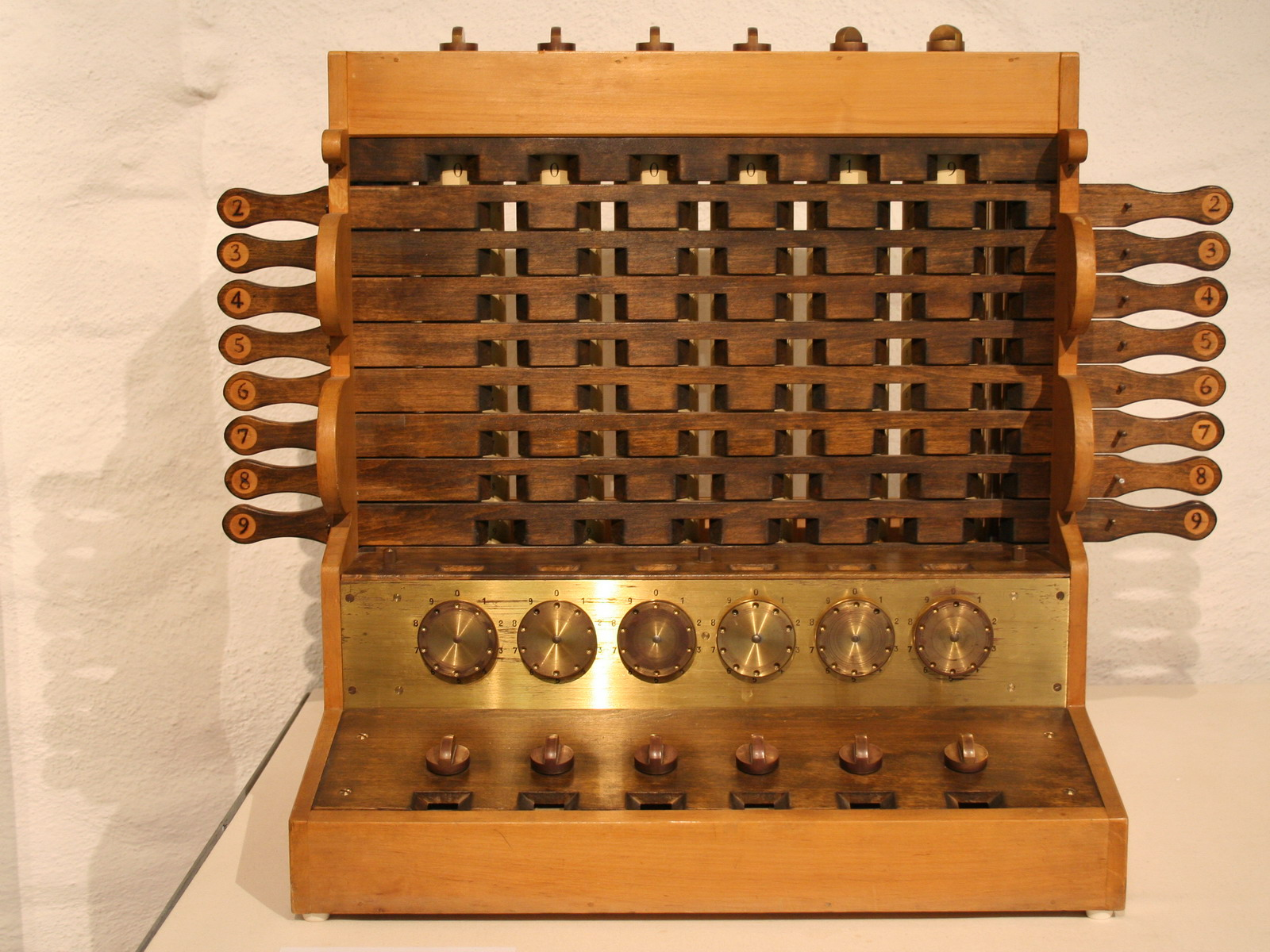
Счётная машина Шикарда (реконструкция)

- Немецкий учёный Вильгельм Шиккард изготовил первый в Европе арифмометр, ещё несовершенный, предназначенный для упрощения астрономических расчётов[1].

## Публикации
- Галилео Галилей опубликовал книгу «Пробирных дел мастер» — научно-философский полемический трактат, направленный против иезуитов. В этом труде впервые сформулированы основные идеи научного подхода к познанию мира: приоритет доказательств, основанных на наблюдении, эксперименте и точном математическом расчёте, превыше догм, авторитета и метафизических фантазий. Галилей также изложил свою (ошибочную) теорию происхождения комет[2].

## Родились
См. также: Категория:Родившиеся в 1623 году
- 19 июня — Блез Паскаль, французский философ, математик, физик и писатель (умер в 1662 году).
- 23 августа — Станислав Любенецкий, польский астроном (исследователь комет), социнианский историк-полемист (умер в 1675 году).
- 23 сентября — Стефано Анджелис, итальянский астроном-коперниканец и математик, ученик Кавальери (умер в 1697 году).
- 9 октября — Фердинанд Вербист, фламандский миссионер, ставший придворным мудрецом китайского императора (умер в 1688 году).

## Скончались
См. также: Категория:Умершие в 1623 году
- 18 августа — Никола Бержье[англ.], французский историк и археолог (род. в 1567 году).